# Point d'arrêt (informatique)
Pour les articles homonymes, voir Point d'arrêt.

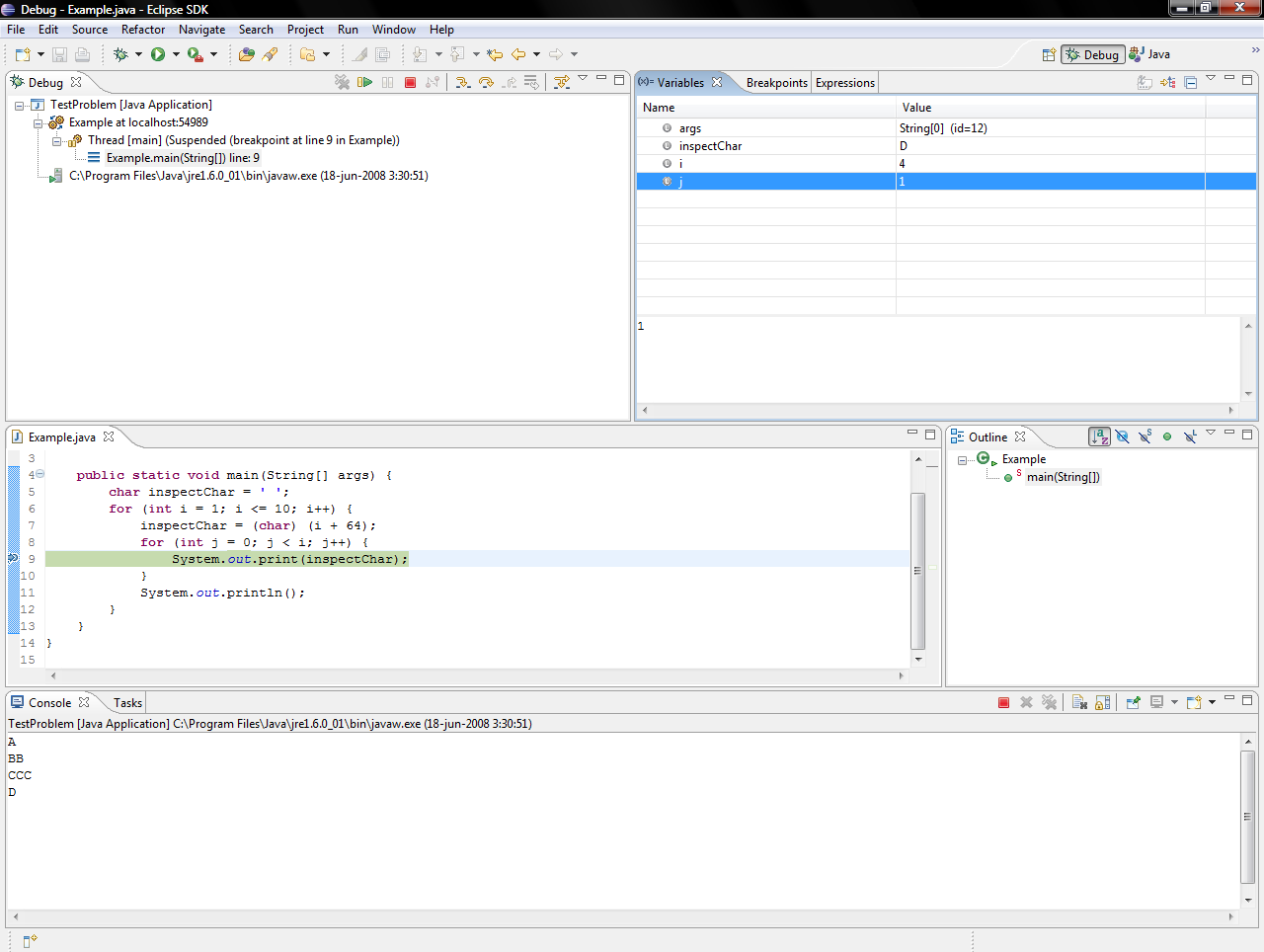
Capture d'écran du débogage dans Eclipse : le programme est suspendu à un point d'arrêt

Un point d'arrêt est une marque placée par le programmeur à un endroit précis d'un programme informatique (généralement dans le code source ou le code assembleur obtenu à l'aide d'un désassembleur), qui permet d'indiquer à un débogueur d'arrêter l'exécution lorsqu'il atteindra cet endroit. C’est un moyen de scruter dans le détail l’exécution du programme en le faisant progresser petit à petit, afin de repérer des défauts de conception ou de mieux le comprendre.
Le point d'arrêt conditionnel est une variante soumise à une condition précisée par le programmeur : par exemple, le nombre de passages sur ce point d'arrêt.
Enfin, le point d'observation (watch) concerne quant à lui une variable, et permet d'arrêter l'exécution du programme lorsque la valeur de celle-ci se trouve modifiée.